# Ian Rogers
Ian Rogers (Hobart, 24 de junio de 1960) es un jugador de ajedrez australiano que tiene el título de Gran Maestro desde 1985 y el de FIDE Superior Trainer desde 2005. En el ranking internacional de la Federación Internacional de Ajedrez (FIDE), alcanzó su máximo Elo en 1999, cuando se convirtió en el jugador número 50 del mundo, y fue el ajedrecista australiano de más alto Elo desde 1984 hasta su retirada en 2007. Su mejor actuación individual fue en el torneo de Groningen en 1989, donde obtuvo 6,5 puntos de 9, un punto por delante de Viswanathan Anand.

## Trayectoria y biografía
Rogers es considerado como el primer australiano en convertirse en Gran Maestro Internacional (Walter Browne, de origen australiano, lo logró con anterioridad, pero creció en los Estados Unidos donde obtuvo la nacionalidad y representó a Australia sólo desde 1969 a 1972). Rogers alcanzó el título de Gran Maestro en 1985 después de convertirse en Maestro Internacional en 1980. Fue el jugador con más alto ranking de Australia durante más de dos décadas y representó a su país en catorce Olimpiadas de ajedrez, en doce de ellas como primer tablero.
Ian Rogers ganó más de ciento veinte torneos de ajedrez incluyendo quince torneos round-robin de Gran Maestro. Ganó el Campeonato de Australia en cuatro ocasiones: 1980, 1986, 1998 y 2006, y tiene el récord del mayor número de victorias, doce, ya sea directamente o en el tie-break, en la tradicional Copa Doeberl. Entre los resultados más destacados de su carrera se encuentran tres victorias consecutivas entre 1988 y 1990 en el torneo de Grandes Maestros en Groningen. Se retiró del ajedrez de competición por prescripción médica en 2007.
Antes de convertirse en profesional del tablero, Rogers completó un BSC en Meteorología por la Universidad de Melbourne. Está casado con Cathy Rogers, ajedrecista igualmente, árbitro internacional de ajedrez, Maestro Femenino de la FIDE y abogada. Rogers, tanto lo largo de su carrera competitiva, como especialmente desde su retirada de la misma en julio de 2007, ha sido comentarista de muchos torneos para varios medios de comunicación, con la ayuda fotográfica de su esposa. Fue miembro del panel de comentaristas de la BBC durante el Campeonato Mundial de 1993 y ha cubierto numerosos campeonatos importantes para la agencia de noticias Reuters.

## Obras publicadas
- Rogers, Ian (1981). Australian Chess - Into the Eighties (en inglés). Sun Books. ISBN 0-72510-384-1.
- —; Rogers, Cathy (1996). Australia at the Yerevan Chess Olympiad. Australian Chess Enterprises. ISBN 9781875716074.